# Begonia melikopia
Espèce
Begonia melikopia est une espèce de plantes de la famille des Begoniaceae. Ce bégonia est originaire de Malaisie. L'espèce fait partie de la section Petermannia. Elle a été décrite en 2001 par Ruth Kiew (1946-…). L'épithète spécifique melikopia fait référence à Gua Melikop, le pan de falaise d'une colline à environ 400 m d'altitude, dans l'état de Sabah.

## Répartition géographique
Cette espèce est originaire du pays suivant : Malaisie.